# Гришківка (селище)
Гришківка — селище в Україні, у Золотоніському районі Черкаської області,. Входить до складу Золотоніської міської громади.

## Населення
За переписом населення України 2001 року в селищі мешкало 130 осіб.

### Мовний склад
Рідна мова населення за даними перепису 2001 року:
| Мова       | Чисельність, осіб | Доля     |
| ---------- | ----------------- | -------- |
| Українська | 127               | 97,69 %  |
| Російська  | 3                 | 2,31 %   |
| Разом      | 130               | 100,00 % |

## Історія
Хутір Гришківка був приписаний до Іоанно-Богословської церкви у Крупському.